# NGC 7295
NGC 7295 est un amas ouvert (?) situé dans la constellation du Lézard. Il a été découvert par l'astronome britannique William Herschel en 1787.
Les bases de données WEBDA et Simbad,, ainsi que le catalogue Lynga, ne contiennent aucune donnée concernant NGC 7295, mais la base de données NASA/IPAC considère qu'il s'agit d'un amas.